# Nowa Guja
Nowa Guja (deutsch Neu Guja) ist ein Ort in der polnischen Woiwodschaft Ermland-Masuren, der zur Stadt- und Landgemeinde Węgorzewo (Angerburg) im Powiat Węgorzewski (Kreis Angerburg) gehört.

## Geographische Lage
Nowa Guja liegt südlich des Nordenburger Sees (polnisch Jezioro Oświn) im Nordosten der Woiwodschaft Ermland-Masuren. Bis zur Kreisstadt Węgorzewo (Angerburg) sind es zwölf Kilometer in südöstlicher Richtung.

## Geschichte
Der seinerzeit eigentlich nur aus einem großen Hof bestehende Ort Neu Guja erfuhr im Jahre 1814 seine Gründung. Als im Jahre 1874 der Amtsbezirk Guja errichtet wurde, war die Landgemeinde Neu Guja eingegliedert. Der Amtsbezirk war Teil des Kreises Angerburg im Regierungsbezirk Gumbinnen der preußischen Provinz Ostpreußen.
Bei der offiziellen Zählung am 1. Dezember 1910 waren in Neu Guja 30 Einwohner registriert. Vier Wochen später – am 28. Dezember 1910 – wurde die Landgemeinde Neu Guja in den Gutsbezirk Klein Guja (nicht mehr existent) eingemeindet, der seinerseits am 30. September 1928 nach Groß Guja (polnisch Guja) integriert wurde.
In Kriegsfolge kam das südliche Ostpreußen und mit ihm Groß Guja samt Ortsteilen zu Polen. Neu Guja erhielt die polnische Namensform „Nowa Guja“ und ist heute mit Rydzówka Mała (Sandhof) ein Teil des Schulzenamtes (polnisch Sołectwo) Guja (Groß Guja) innerhalb der Stadt- und Landgemeinde Węgorzewo im Powiat Węgorzewski, vor 1998 der Woiwodschaft Suwałki, seither der Woiwodschaft Ermland-Masuren zugehörig.

## Religionen
Neu Guja war bis 1945 in die evangelische Kirche Engelstein in der Kirchenprovinz Ostpreußen der Kirche der Altpreußischen Union und in die katholische Kirche Zum Guten Hirten in Angerburg im Bistum Ermland eingepfarrt. 
Heute ist Nowa Guja Teil der katholischen Pfarrei Węgielsztyn im Bistum Ełk (Lyck) der Römisch-katholischen Kirche in Polen bzw. der evangelischen Kirchengemeinde Węgorzewo, einer Filialgemeinde der Pfarrei Giżycko (Lötzen) in der Diözese Masuren der Evangelisch-Augsburgischen Kirche in Polen.

## Verkehr
Nowa Guja liegt an einer Nebenstraße, die von der polnischen Landesstraße DK 63 bei Prynowo (Prinowen, 1938 bis 1945 Primsdorf) über Brzozowo (Brosowen, 1938 bis 1945 Hartenstein) nach Bajory Małe (Klein Bajohren, 1938 bis 1945 Kleinblankenfelde) und bis zur polnisch-russischen Staatsgrenze bei Brzeźnica (Birkenfeld) führt. Eine Bahnanbin dung besteht nicht.